# Chợ Hàn

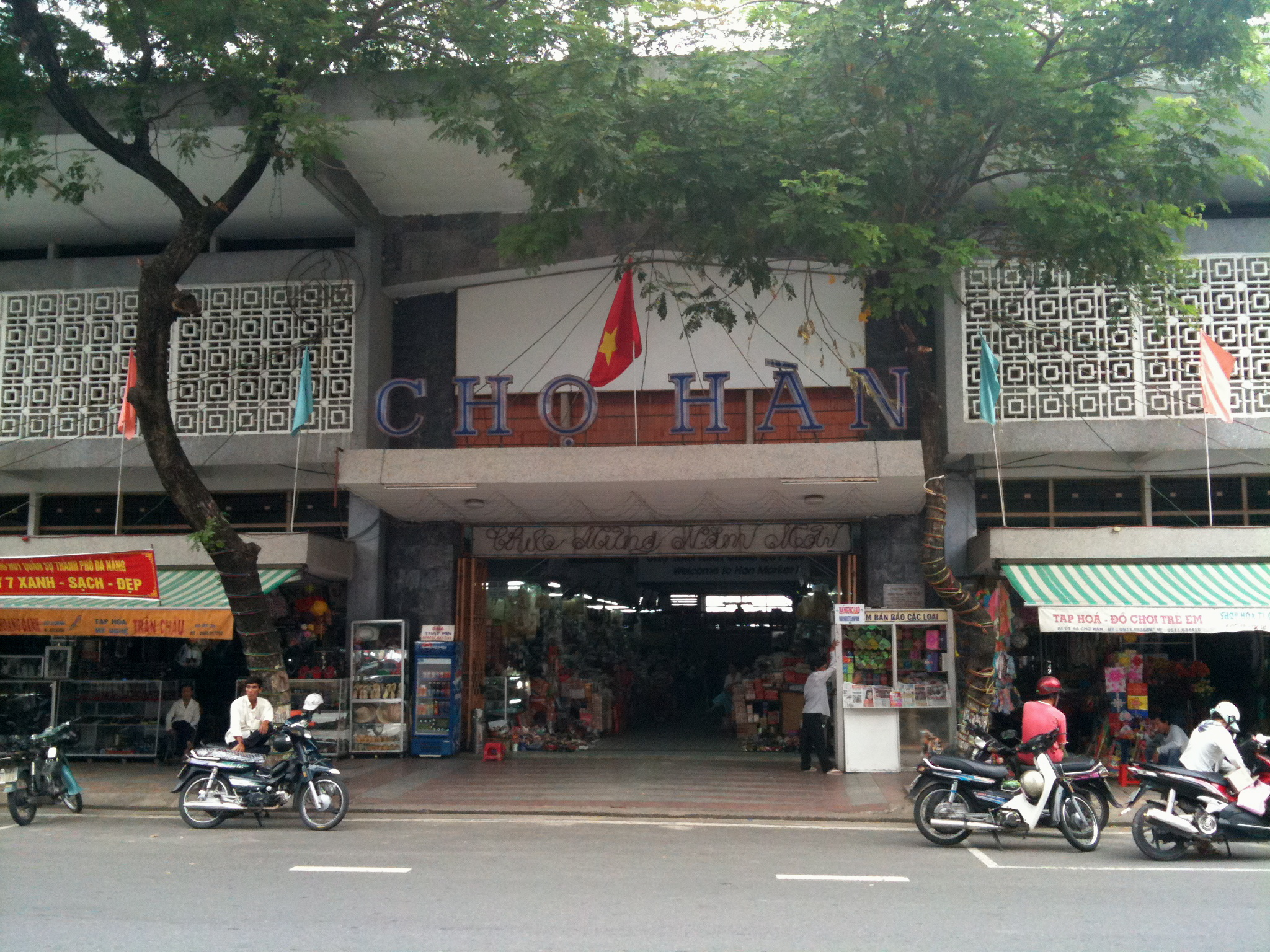
Cửa chính chợ Hàn trên đường Trần Phú

Chợ Hàn là một ngôi chợ tại trung tâm thành phố Đà Nẵng.
Chợ tọa lạc trên địa bàn phường Hải Châu I, quận Hải Châu, tiếp giáp với bốn tuyến đường Trần Phú, Bạch Đằng, Hùng Vương, Nguyễn Thái Học và cách cầu Sông Hàn không xa.
Chợ Hàn được hình thành từ năm 1940. Vào năm 1989, chợ được khởi công xây mới với hai tầng khang trang trên mặt bằng diện tích 28.000 m². Hiện nay, chợ là trung tâm mua sắm lớn và sầm uất của thành phố.